# 2862 Vavilov
2862 Vavilov eller 1977 JP är en asteroid i huvudbältet som upptäcktes den 15 maj 1977 av den rysk-sovjetiske astronomen Nikolaj Tjernych vid Krims astrofysiska observatorium på Krim. Den har fått sitt namn efter Nikolaj Vavilov och Sergej Ivanovich Vavilov..
Asteroiden har en diameter på ungefär 6 kilometer och den tillhör asteroidgruppen Flora.